# Jogos Para-Asiáticos
Os Jogos Para-Asiáticos são um evento multiesportivo disputados normalmente de quatro em quatro anos exclusivamente por atletas da Ásia com deficiências físicas, mentais ou sensoriais. Os Jogos Para-Asiáticos são organizados pelo Comitê Paraolímpico Asiático. A décima terceira edição foi  realizada entre 6 e 13 de outubro de 2018,em Jacarta, na Indonésia, um mês após os Jogos Asiáticos.A próxima edição está marcada para outubro de 2022,na cidade chinesa de Hangzhou.Esta será a terceira vez na história que o evento será realizado no país,sendo que a primeira foi em 1994,na capital Pequim e a segunda foi em  2010,em Guangzhou .

## Histórico
Os primeiros Jogos Para-Asiáticos foram realizados em Oita e Beppu no Japão em 1975. No período existiam pouquíssimas oportunidades esportivas na região da Ásia/Pacífico para pessoas com deficiência. Os Jogos que até a edição de 2006 que eram chamados de Jogos FESPIC (sigla em inglês para Federação Ásia/Pacífico Sul de Esportes para Deficientes) foram criados também para promover a cooperação e o convívio entre os deficientes da região.Juntamente,aos países da Ásia
O número de participantes foi aumentando progressivamente na história dos Jogos. Os países asiáticos oriundos da antiga URSS:Cazaquistão, Uzbequistão, Quirguistão, Turcomenistão e o Tajiquistão, e também o Azerbaijão que é membro do Comitê Paralímpico da Europa, participaram pela primeira vez nos Jogos de 1999 em Bangkok. Os países do Oriente Médio foram autorizados a participarem somente pela única vez nos Jogos de 2006, juntamente como o Timor-Leste. Já que até 2002,faziam parte da região do Oriente Médio e Norte da África do Comitê Paralímpico Internacional que foi dissolvida no mesmo ano e seus membros foram absorvidos pelos Comitês Paralímpicos Regionais da África e da Ásia.Originalmente,os países e territórios do Pacífico Sul também faziam parte da FESPIC.Mas,com a formação do Comitê Paralímpico da Ásia e também do Comitê Paralímpico da Oceania e a participação destes países foi permitida até 2006,quando oficialmente a FESPIC foi dissolvida.
A última edição com a nomenclatura de Jogos FESPIC foi em Kuala Lumpur,na Malásia em 2006.O Comitê Paralímpico Asiático usa o modelo "uma cidade,dois eventos" adotado pelo Comitê Olímpico Internacional para os Jogos Olímpicos e Jogos Paralímpicos desde 1998..Cabe ressaltar que como os Jogos Asiáticos de 1998,foram realizados de 6 a 20 de dezembro de 1998,os Jogos da FESPIC foram realizados no mês seguinte: janeiro de 1999.Desde então,somente uma edição,a de 2006 foi realizada em Kuala Lumpur,na Malásia.A época,o Comitê Organizador dos Jogos Asiáticos de 2006,realizados em Doha,no Qatar,não demonstrou nenhum interesse de sediar o evento.Assim,um processo de escolha da sede separada foi realizado e a candidatura malaia foi a escolhida.A partir de 2010,os Jogos passaram a ser chamados de Jogos Para-Asiáticos e foram realizados duas semanas depois do encerramento dos Jogos Asiáticos de 2010.

## Nações participantes

Nações participantes. Esta interpretação dos limites da Ásia inclui o Azerbaijão,a Armênia e a Geórgia.

Todos os 41 Comitês Paraolímpicos Nacionais da Ásia estão aptos a participar dos Jogos Para-Asiáticos. São eles:
| - Afeganistão - Arábia Saudita - Bahrein - Bangladesh - Brunei - Camboja - Cazaquistão - China - Coreia do Sul - Emirados Árabes Unidos - Filipinas - Hong Kong - Índia - Indonésia | - Irão - Iraque - Japão - Jordânia - Kuwait - Laos - Líbano - Macau - Malásia - Myanmar - Mongólia - Nepal - Omã - Palestina | - Paquistão - Catar - Quirguistão - Singapura - Síria - Sri Lanka - Tajiquistão - Tailândia - Taipé Chinesa - Timor-Leste - Turquemenistão - Uzbequistão - Vietname |

## Modalidades
Estas são as modalidades que fazem parte do programa dos
Jogos Para-Asiáticos:
| - Atletismo - Badminton - Basquetebol em cadeira de rodas - Bocha - Boliche | - Ciclismo - Esgrima em cadeira de rodas - Futebol de 5 - Futebol de 7 - Goalball | - Judô - Lawn Bowls - Levantamento de peso - Natação - Remo - Tênis em cadeira de rodas | - Tênis de mesa - Tiro - Tiro com arco - Vela - Voleibol sentado - Xadrez |

## Edições
| Ano             | Cidade-sede               | Duração                        | Países | Atletas | Modalidades | Maior medalhista          |
| --------------- | ------------------------- | ------------------------------ | ------ | ------- | ----------- | ------------------------- |
| 1975(detalhes)  | JPN Japão Oita & Beppu    | 1 - 3 de junho                 | 18     | 973     | 8           |                           |
| 1977(detalhes)  | AUS Austrália Parramatta  | 20 - 26 de novembro            | 23     | 744     | 8           |                           |
| 1982(detalhes)  | HKG Hong Kong Sha Tin     | 31 de outubro - 7 de novembro  | 23     | 744     | 11          |                           |
| 1986(detalhes)  | INA Indonésia Surakarta   | 31 de agosto - 7 de setembro   | 19     | 834     | 11          | CHN China                 |
| 1989(detalhes)  | JPN Japão Kobe            | 15 - 20 de setembro            | 41     | 1.646   | 11          | CHN China                 |
| 1994(detalhes)  | CHN China Pequim          | 4 - 10 de setembro             | 41     | 2.258   | 11          | CHN China                 |
| 1999(detalhes)  | THA Tailândia Bangkok     | 10 - 16 de janeiro             | 42     | 2.081   | 15          | CHN China                 |
| 2002 (detalhes) | KOR Coreia do Sul Busan   | 26 de outubro - 1 de novembro  | 46     | 2.199   | 17          | CHN China                 |
| 2006 (detalhes) | MAS Malásia Kuala Lumpur  | 25 de novembro - 1 de dezembro | 46     | 3.641   | 19          | CHN China                 |
| 2010 (detalhes) | CHN China Guangzhou       | 12 - 19 de dezembro            | 41     | 2,405   | 21          | CHN China                 |
| 2014 (detalhes) | KOR Coreia do Sul Incheon | 18 - 24 de outubro             | 41     | 2,497   | 23          | CHN China                 |
| 2018 (detalhes) | INA Indonésia Jacarta     | 6 - 13 de outubro              | 43     | 2,276   | 18          | CHN China                 |
| 2022 (detalhes) | CHN China Hangzhou        |                                |        |         |             | Jogos ainda não iniciados |
| 2026 (detalhes) | JPN Japão Nagoya          |                                |        |         |             | Jogos ainda não iniciados |

## Ligação externa
- Site oficial do Comitê Paraolímpico Asiático (em inglês)